# Martaizé
Martaizé település Franciaországban, Vienne megyében. Lakosainak száma 360 fő (2022. január 1.). Martaizé Angliers, Aulnay, Moncontour, Mouterre-Silly és Saint-Clair községekkel határos.

## Népesség
A település népességének változása:
| Lakosok száma | 394  | 384  | 388  | 380  | 381  | 376  | 371  | 365  | 360  |
|               | 2013 | 2015 | 2016 | 2017 | 2018 | 2019 | 2020 | 2021 | 2022 |